# Junghegelianer
Die Junghegelianer oder Linkshegelianer waren eine Gruppe deutscher Intellektueller in der Mitte des 19. Jahrhunderts. Die wichtigsten Vertreter waren unmittelbar oder mittelbar Schüler des Philosophen Hegel. Das konservative Gegenstück waren die sogenannten Alt- oder auch Rechtshegelianer.

## Personen
Die Junghegelianer waren eine locker organisierte Gruppierung. Zu ihr gezählt werden u. a. Strauß, Feuerbach, Bruno Bauer, Edgar Bauer, Echtermeyer, Ruge, Hess und Köppen. Aber auch Rutenberg, Ludwig Buhl, Meyen, Nauwerck, Gustav Julius, Prutz und Stirner sowie Marx und Engels standen dieser eine Zeitlang nahe. Stirner publizierte im Oktober 1844 Der Einzige und sein Eigentum, worin er die theoretischen Köpfe der Gruppe, Feuerbach und Bruno Bauer, als inkonsequent kritisierte und verspottete („Unsere Atheisten sind fromme Leute.“). Darauf schrieb Marx zusammen mit Engels eine „Abrechnung“, die zunächst gegen Bruno Bauer und seine Anhänger gerichtet war (Die heilige Familie, März 1845), anschließend auch eine gegen Feuerbach und Stirner (Die deutsche Ideologie, 1845/46, seinerzeit unveröffentlicht). Marx und Engels entwickelten dabei die Ideen des Historischen Materialismus, die Marx zu seiner späteren Kritik der politischen Ökonomie weiterführten.
Um diese Kerngruppe herum, die zum Teil aus relegierten Universitätsgelehrten bestand (Bruno Bauer, Feuerbach), gab es einen noch größeren Personenkreis, der die junghegelianischen Ideen durch persönliche Kontakte oder publizistisch weiter verbreitete. Dazu gehörten etwa Herwegh und Bakunin. Der Junghegelianismus beeinflusste zu seiner Zeit auch einige jüngere Intellektuelle, wie etwa Ferdinand Lassalle.

## Geschichte
Die Gruppe bildete sich in der zweiten Hälfte der 1830er-Jahre als eine der vielen Diskussionszirkel, wie sie als Reaktion auf die damals in Preußen herrschenden repressiven geistigen und politischen Verhältnisse entstanden. Die Bezeichnung Junghegelianer wurde erstmals von D. F. Strauß verwendet für diejenigen aus der Hegelschen Schule, die in der Kontroverse um sein 1835 veröffentlichtes kritisch-theologisches Buch Das Leben Jesu seine Partei ergriffen, während er die Gegenseite Althegelianer nannte. Das Zentrum lag in Berlin mit dem so genannten Doktorklub als gemeinsamem Debattierzirkel (bis 1839). Ableger gab es in Halle, Köln und Königsberg. Das wichtigste Publikationsorgan waren die 1838 von Ruge gegründeten Halleschen Jahrbücher für deutsche Wissenschaft und Kunst (ab 1841 Deutsche Jahrbücher, die 1843 verboten wurden). Unter dem liberalen preußischen Kultusminister von Altenstein zunächst geduldet, wurden die Junghegelianer nach dessen Tod 1840 und unter der im gleichen Jahr beginnenden Regentschaft des konservativen Königs Friedrich Wilhelm IV. von einer akademischen Karriere ausgeschlossen. Den Höhepunkt ihrer Aktivität erreichte die Gruppe zwischen 1840 und 1843. In dieser Zeit radikalisierten und politisierten sich die Positionen. Danach zerfiel sie schnell aufgrund zunehmender interner theoretischer Differenzen (siehe oben: Stirners Kritik, Marx’ Reaktion) und war 1845 praktisch nicht mehr existent.

## Philosophie, Theorie
Von Hegel übernahmen die Junghegelianer die Dialektik, verstanden als Prinzip der geschichtlichen Entwicklung und Methode, das Bestehende am Maßstab der Vernunft zu kritisieren. Sie wandten sich aber gegen den bei Hegel systemimmanenten Konservatismus, wonach alles Bestehende als notwendig erklärt wird und im Grunde vernünftig ist. Mit dem dialektischen Denken verbanden sie das Ziel einer Überwindung der politischen und sozialen Zustände in Preußen und überhaupt in Deutschland. Die in ihren Schriften formulierte radikale Religionskritik lief schließlich auf Atheismus hinaus. Die radikale Gesellschaftskritik führte bis hin zur Forderung nach Abschaffung beziehungsweise Absterben des Staates.
Der Kernpunkt der Marxschen Kritik lief darauf hinaus, dass die Junghegelianer ihre Kritik auf Religionskritik einengten, Ideen nur durch andere Ideen bekämpften. "Da nach ihrer Phantasie die Verhältnisse der Menschen, ihr ganzes Tun und Treiben, ihre Fesseln und Schranken Produkte
ihres Bewusstseins sind, so stellen die Junghegelianer konsequenterweise das moralische Postulat an sie, ihr gegenwärtiges Bewusstsein mit dem
menschlichen, kritischen oder egoistischen Bewusstsein zu vertauschen und dadurch ihre Schranken zu beseitigen. Diese Forderung, das Bewusstsein zu
verändern, läuft auf die Forderung hinaus, das Bestehende anders zu interpretieren, d. h. es vermittelst einer andren Interpretation anzuerkennen."("Die deutsche Ideologie" - MEW Band 3 Seite 20) Demgegenüber forderten Marx und Engels, vom praktischen Leben der Menschen auszugehen und von den wirklichen Verhältnissen, die davon bestimmt sind, wie die Menschen ihr materielles Leben durch Arbeit reproduzieren. Feuerbach sei im Vergleich zu den übrigen, die sich immer noch in Abhängigkeit vom Hegelschen System bewegten, zwar Materialist, aber er kenne nur die sinnliche Anschauung, nicht das wirkliche praktische Handeln.